# Konstantin Glinka

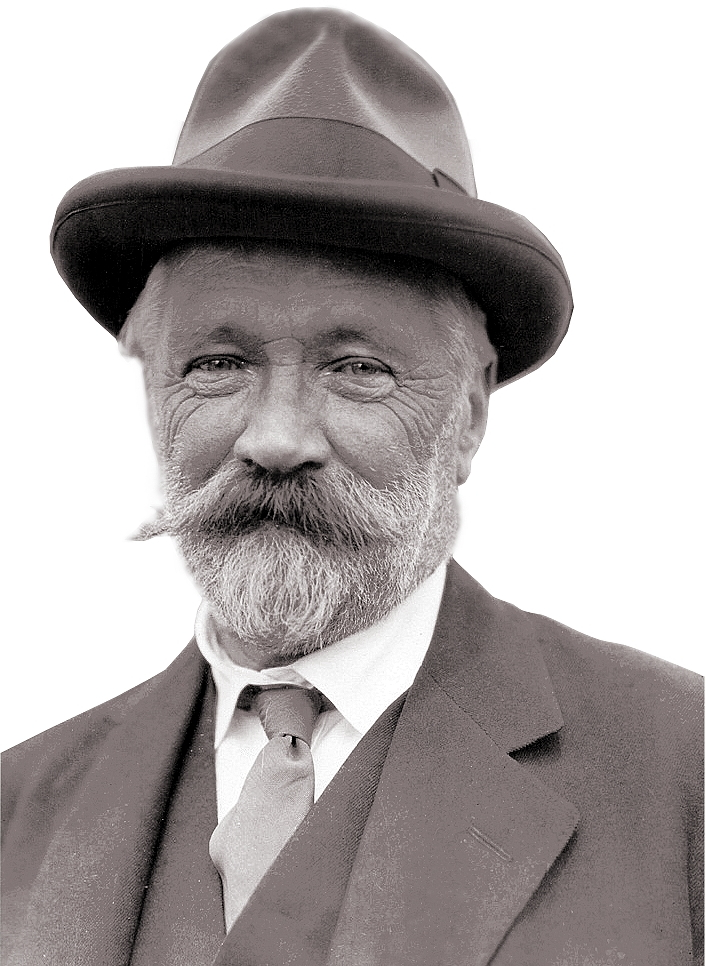
Konstantin Glinka

Konstantin D. Glinka (ur. 1867, zm. 1927) – rosyjski gleboznawca i mineralog, profesor Instytutu Gospodarstwa Wiejskiego i Leśnictwa w Puławach oraz dyrektor Instytutu Gleboznawstwa AN ZSRR. Był członkiem Akademii Nauk ZSRR. Badał gleby Syberii oraz Azji Środkowej. 